# Халеакала (национальный парк)
Национа́льный па́рк Халеакала́ (англ. Haleakalā National Park) — национальный парк США, расположенный на острове Мауи, штат Гавайи, Гавайские острова.

## История
На языке коренного населения Халеакала означает «дом Солнца», согласно местной легенде, полубог Мауи заточил здесь Солнце, чтобы удлинить день.
Национальный парк входил в основанный 1 августа 1916 года, Гавайский национальный парк (Hawaiʻi National Park), он располагался на островах Мауи и Гавайи. 22 сентября 1961 года от него отделился Халеакала, а парк на острове Гавайи стал называться Хавайи-Волкейнос (Hawaiʻi Volcanoes National Park).

### Руководство
Управляющие национальным парком::
- 1961—1963 — John W. Stratton
- 1963—1967 — Neal G. Guse
- 1967—1969 — Forrest M. Benson, Jr.
- 1969—1970 — Lynn H. Thompson
- 1971—1974 — Russell Cahill
- 1974—1987 — Хьюго Хантзингер
- 1987—1988 — Peter G. Sanchez
- 1988— ? — Donald W. Reeser

## Описание
Площадь парка составляет 118 км², из которых 100 км² приходится на особо охраняемую территорию.
Основной достопримечательностью парка является потухший вулкан Халеакала, в последний раз извергавшийся в 1790 году.